# Society for Social Studies of Science
Society for Social Studies of Science (pogosto okrajšano 4S - Društvo za družbene študije znanosti) je neprofitno akademsko združenje, posvečeno preučevanju znanosti in tehnologije. Društvo je bilo ustanovljeno 1975. Leta 2008 je imelo nad 1200 članov iz vsega sveta.
Prvi predsednik društva je bil ameriški sociolog Robert K. Merton. Trenutno ima sedež na Oddelku za sociologijo na Louisiana State University. Publicira četrtletni akademski časopis Science, Technology & Human Values (COBISS) ter vsako leto prireja konferenco za udeležence, ki delujejo na raznih področjih, med drugim študijev znanosti in tehnologije, sociologije znanosti, zgodovine znanosti, filozofije znanosti, antropologije znanosti, ekonomije, političnih ved, psihologije, pa tudi učitelji znanosti in znanstveniki.
Društvo 4S vsako leto podeljuje več nagrad, in sicer:
- nagrado Ludwika Flecka za najboljšo knjigo na področju študijev znanosti in tehnologije,
- nagrado Rachel Carson za družbeno ali politično relevantno delo,
- nagrado Johna Desmonda Bernala za posameznika, ki je posebej prispeval k področju ter
- nagrado Nicholasa C. Mullinsa za posebne dosežke študentov na področju študijev znanosti in tehnologije.

Od leta 2008 je predsednik društva Michael Lynch, ki ga sicer poleg predsednika upravlja devetčlanski svet.

## Nekaj znanih članov društva
- Wiebe Bijker
- Michel Callon
- Harry Collins
- Donna Haraway
- Karin Knorr-Cetina
- Trevor Pinch
- Arie Rip
- Sal Restivo
- Steven Shapin
- Steve Woolgar